# Strand (Rogaland)
Strand es un municipio en la provincia de Rogaland, Noruega. Es parte del distrito tradicional de Ryfylke y tiene una población de 12 395 habitantes según el censo de 2015.
Consta de un área total de 218 km²; de ellos, 195 km² corresponden a su superficie terrestre.
Strand fue establecido como municipio el 1 de enero de 1838 como parte de la división territorial del país llamada Formannskapsdistrikt. Høle (junto con Forsand) fue separada de Strand en 1842. 
Situado en la costa del Mar del Norte, limita al norte con la aldea de Fiskå. Hacia el sur, la aldea de Tau (3000 habitantes) es el eje de comunicación con las conexiones de ferry a Stavanger (ciudad a 19 km de distancia sobre la bahía conformada por el canal Hillefjorden) y los servicios de autobús a Hjelmeland y más sitios en Ryfylke. A unos 10 km al sudeste, la ciudad de Jørpeland es el asentamiento más grande con cerca de 5500 habitantes.
Siguiendo la carretera hacia el sur se pasa la localidad de Botne antes de entrar en Forsand. Al este Bjørheimsbygd es un sitio agrícola floreciente. Strand produce frutas, verduras y productos lácteos, junto con Fiskå Mølle (Fiskå Mill). 
La famosa ciclista noruega Gunn-Rita Dahle viene de Bjørheimsbygd. Ella ganó una medalla de oro en ciclismo de montaña en los Juegos Olímpicos de Atenas 2004.

## Información general

### Toponimia
El municipio (originalmente una parroquia) tomó su nombre del antiguo granja agrícola Strand (en nórdico antiguo: Strond), ya que la primera iglesia fue construida allí. 
El nombre es idéntico a la palabra Strond que significa «hebra» o «playa».

### Demografía
Strand se encuentra separada de Stavanger por la amplia bahía que forma el fiordo Hillefjorden. Por lo tanto, generalmente no se considera dentro del área metropolitana de esa ciudad —de 275 814 habitantes—, la tercera mayor aglomeración del país detrás de Oslo y Bergen, a pesar de su cercanía geográfica.
Su población es bastante reducida, incluso dentro del contexto demográfico del país y concentrada totalmente en las escasas llanuras costeras —en noruego: Strandflaten—. A pesar de ello, experimenta una fuerte migración del resto de Noruega.

Tendencias de la población 1951-2010

En los últimos 45 años la población del municipio se ha duplicado, manteniendo una tendencia de crecimiento constante desde 1990 (ver gráfico adjunto).
Para el censo de 2007, Strand tenía una población de alrededor de 10,600 habitantes, con una densidsd de 53 hab/km² y un crecimiento poblacional acelerado de 7.3 % en un lapso de 10 años. 
Su gentilicio se denomina strandbu o strandabu. 

### Industria
Scana Stavanger Acero S.A es la empresa más grande de Strand. Las principales actividades son la fundición de acero y aleaciones especiales para el transporte marítimo de petróleo y gas. Los propulsores del trasatlántico RMS Queen Mary 2, se hicieron aquí, con cerca de 220 trabajadores.
Comrod Comunicación ASA, es un fabricante de antenas de radiocomunicación. Las entregas se realizan a empresas de pesca, de transporte marítimo, petróleo y gas, así como para la defensa militar. Tiene cerca de 65 empleados.

### Cultura
Hay varios festivales en Strand, incluyendo el Ryfylke Ungdomsfestival (Festival de la Juventud de Ryfylke), el Ryfylke Øl- og brødfestival (Festival del Pan y la Cerveza de Ryfylke) y el Melting Pot (seminario de arte, sobre todo haciendo arte decorativo de chatarra de hierro).
La carrera anual entre Jørpeland y Tau, Strandamila, es un evento que atrae a cientos de personas. La carrera es a lo largo de la carretera, ya sea en bicicleta o a pie.
Strand también tiene muchas instalaciones deportivas: hay una gran cantidad de campos de fútbol repartidos por todo el municipio, así como gimnasios locales. 

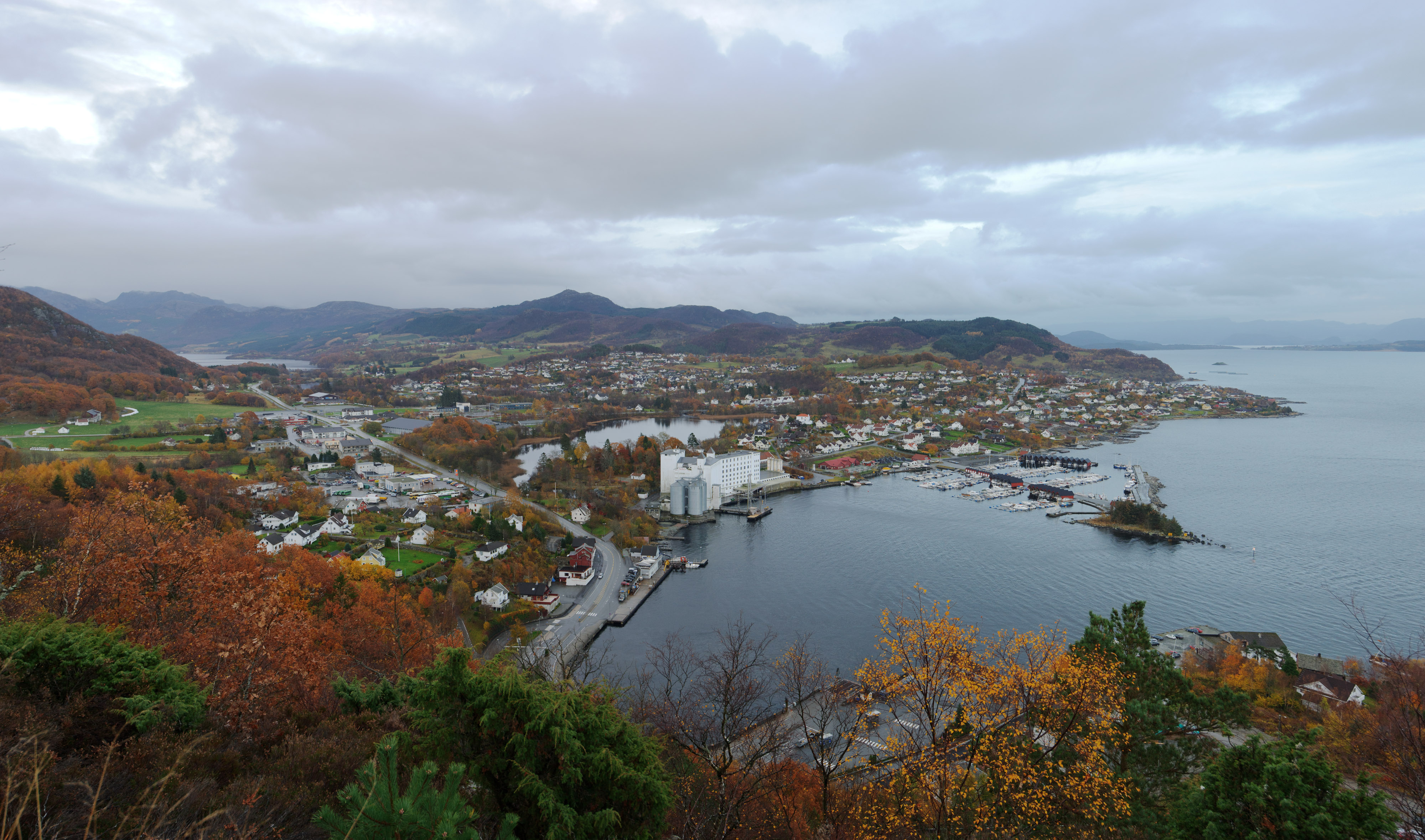
Vista panorámica de Tau

Tau también tiene dos pistas de tenis, un campo de voley-playa y una cancha de baloncesto, así como el Ryfylkehallen, el mayor campo de fútbol sala en el condado de Rogaland.
Strand ha experimentado una fuerte entrada de personas procedentes de Stavanger y Jæren, a partir de finales de 1970. El conjunto de la estructura social se dividió originalmente entre los trabajadores de la fábrica de hierro y los agricultores, con una fuerte tradición luterana. En años más recientes, estas divisiones se han vuelto significativamente más débiles.